# Форсман, Вернер
Вернер Фо́рсман (нем. Werner Forßmann; 29 августа 1904, Берлин — 1 июня 1979) — немецкий хирург и уролог.

## Биография
В 1928 году окончил медицинский факультет университета Фридриха Вильгельма в Берлине. С 1956 года профессор хирургии и урологии университета им. Гутенберга (Майнц); с 1964 года почётный профессор Медицинской академии в Дюссельдорфе и профессор университета там же (до 1970).

## Основные работы
В 1929 году Вернер Форсман разработал способ катетеризации сердца, испытал его на себе, проведя зонд через локтевую вену в правое предсердие. В 1931 году применил этот способ для ангиокардиографии. Форсман был одним из создателей метода катетеризации сердца. При разработке этой операции он испытал её на себе в 1928 году. Коллеги считали, что при проникновении в сердце инородного предмета наступит шок и остановка сердцебиения. Форсман тем не менее решился на опыт. Он надрезал вену у локтя и ввёл в неё узкую трубку. В первый раз до сердца трубка не дошла, потому что ассистент отказался продолжать опасный эксперимент. Во второй раз Форсман действовал самостоятельно. Он ввёл катетер на 65 сантиметров и достиг правой половины сердца, затем включил рентгеновский аппарат и получил подтверждение своего успеха. 
С 1932 по 1945 год был членом нацистской партии. В начале Второй мировой войны стал офицером медицинской службы, дослужился до майора, был помещен в американский лагерь для военнопленных. После освобождения в 1945 году работал лесорубом, а затем сельским медиком в Шварцвальде. В 1950 году начал практику в качестве уролога в Бад-Кройцнахе. Во время его заключения о его исследованиях прочитали американские врачи Курнан и Ричардс, разработавшие способы применения его техники для диагностики и исследования сердечных заболеваний. В 1954 году получил медаль Лейбница  в Немецкой академии наук. В 1956 году все трое получили Нобелевскую премию.

## Нобелевская премия
Нобелевская премия (1956, совместно с А. Курнаном и Д. Ричардсом).